# Hybozelodes fulvipes
Hybozelodes fulvipes là một loài ruồi trong họ Asilidae. Hybozelodes fulvipes được Hermann miêu tả năm 1912. Loài này phân bố ở vùng Tân nhiệt đới.